# Portocală (fruct)
Portocala este fructul portocalului dulce (Citrus sinensis), un arbore fructifer din genul Citrus, familia Rutaceae. Este un fruct hibrid care ar fi apărut în Antichitate din încrucișarea pomelo-ului cu mandarina.
Aroma portocalei variază de la dulce la ușor acidă, dar în natură există și portocale extrem de acide, care aparțin unei alte specii, Citrus aurantium.
Adesea, acest fruct este decojit și consumat crud sau stors pentru a obține suc. Semințele sunt de obicei îndepărtate, deși pot fi folosite în unele rețete. Coaja exterioară poate fi folosită și în diverse preparate culinare, ca ornament, sau chiar pentru a da puțină savoare. Albedo, stratul interior alb al scoarței, care variază ca mărime, este rar folosit, în ciuda faptului că are un gust ușor dulce.
Portocalele dulci au fost aduse din China în Europa în secolul al XVI-lea de către portughezi. Iată de ce portocalele dulci sunt numite „portocale” în mai multe țări, mai ales în Balcani (de exemplu: portokali în greacă, portakal în turcă) sau portogallo în diferite dialecte italiene.